# Somos Aysén
Somos Aysén fue un partido político chileno, de ideología regionalista, que fue fundado el 23 de octubre de 2015. Su principal objetivo es representar los intereses de los habitantes de la Región de Aysén. Tuvo reconocimiento legal entre 2016 y 2017, año en que se fusionó con otros partidos en la Federación Regionalista Verde Social.

## Historia
El partido era el heredero político del movimiento «Defendamos Aysén», que durante 2014 adquirió notoriedad al impulsar varias protestas en la región.
Somos Aysén fue fundado el 23 de octubre de 2015, en Coyhaique. Su principal objetivo era representar los intereses de los habitantes de la Región de Aysén, fomentando la descentralización y la regionalización. En su declaración de principios, declaraba abogar por el empoderamiento local, la participación ciudadana y la sustentabilidad ambiental. Era un partido de corte transversal, aglutinando a personas de todos los sectores ideológicos, incluyendo a dirigentes sociales y ecologistas. Entre sus militantes se encontraba el senador Antonio Horvath, quien fue su principal líder.
El partido inicialmente presentaría candidatos para las elecciones municipales de 2016 integrando el pacto Alternativa Democrática, sin embargo se retiró en julio y presentó su propia lista de candidatos.
El partido fue reconocido legalmente por el Servicio Electoral de Chile e inscrito en la Región de Aysén el 22 de junio de 2016, luego de que fueran verificadas y aprobadas las firmas requeridas para su inscripción. En noviembre de ese mismo año el senador Antonio Horvath anunció su renuncia al partido para competir en las elecciones parlamentarias de 2017 como independiente apoyado por el partido Amplitud.
En enero de 2017 el partido acordó fusionarse con Frente Regional y Popular, Fuerza Regional Norte Verde y Movimiento Independiente Regionalista Agrario y Social para constituir la Federación Regionalista Verde Social (FREVS). El partido fue disuelto oficialmente el 25 de abril de 2017 al ser legalizada la creación de la FREVS.

## Resultados electorales

### Elecciones municipales
|  | 0,00 % |

|  | 0,02 % |

Nota: Los resultados de la elección de concejales de 2016 incluye a los independientes apoyados por el partido dentro del pacto «Aysén».